# Витік дипломатичних телеграм США
Ви́тік дипломати́чних телегра́м США (також отримав назву англ. cablegate) — оприлюднення секретного листування між Державним департаментом США та його дипломатичними представництвами по цілому світу розпочалось 28 листопада 2010 року на сайті Wikileaks та в п'яти провідних газетах.
Поширення дипломатичних телеграм стало третім «мегавитоком» секретної інформації після липневого витоку документів про війну в Афганістані та жовтневого в Іраку. Перші 291 з 251 287 документів були оприлюднені 28 листопада, з одночасною появою в пресі статей в El País (Іспанія), Le Monde (Франція), Der Spiegel (Німеччина), The Guardian (Велика Британія), та The New York Times (США). Понад 130 000 документів не мають грифу секретності; жоден з них не є «дуже секретним» (англ. top secret); близько 100 000 мають гриф «конфіденційно» (англ. confidential); та близько 15 000 документів мають гриф «секретно» (англ. secret). За планами Wikileaks поступове оприлюднення всіх документів триватиме декілька місяців.
За підозрою у витоці інформації заарештований Бредлі Меннінг, рядовий армії США.

## Вміст за країнами

### Росія
Припускаються зв'язки між організованою злочинністю та державними службовцями. Росія названа мафіозною державою.
В повідомленнях Росію також називають «сильно централізованою, інколи жорстокою та незмінно цинічною і корумпованою». Цитується вислів Роберта Ґейтса про те, що демократія в Росії відсутня, а влада знаходиться в руках «керованої силовиками олігархії».
Також наведені позиції різних держав стосовно війни з Грузією 2008 р. Так, Велика Британія, Бельгія, Данія, прибалтійські держави, Словенія, Словаччина та Болгарія погрожували жорсткими заходами, а Швеція запропонувала виключити Росію з Ради Європи. Проти виступили Німеччина, Франція, Ірландія, Нідерланди та Кіпр.

### Україна
- Напередодні саміту НАТО в Бухаресті Президент Франції Ніколя Саркозі був переконаний в тому, що Україна має стати членом НАТО, але не поспіхом, аби не дратувати Росію; і тому, що більшість українців вступ до НАТО не підтримують[8].
- В розмові з послом США в Україні Юрій Луценко розповів, що отримав наказ від генпрокурора заарештувати соратників Тимошенко Олександра Турчинова та Андрія Кожем'якіна за те, що вони знищили документи СБУ, в яких говорилося про зв'язки Тимошенко з кримінальним бізнесменом Семеном Могилевичем. Луценко назвав наказ генпрокурора Медведька божевільним і, звичайно, його не виконав[9].
- Путін про Януковича. В одній з шести депеш Держдепартаменту США, наголошується, що тодішний посол України в Росії Констянтин Грищенко в січні 2009 року сказав послу США Вільяму Тейлору, що «газовий конфлікт погіршив і без того слабкі двосторонні відносини» між сусідніми державами. Він додав: «Ніхто» в російському уряді «не хоче чути українську позицію з ключових питань». Грищенко також зазначив, щоКремль зацікавлений в «регенті»…, людині в Києві, яка була б максимально послужливою. …Путін ненавидів президента Віктора Ющенка, а не особливо поважав Януковича, …розглядав Тимошенко, якщо не як того, кому можна довіряти, то, принаймні, як того, з ким можна мати справу[10]

## Визнання Голодомору
Телеграмі за листопад 2008 року, зокрема, вміщала фрагмент:

| Алієв отримав листа від президента Медведєва, в якому зазначено, що якщо Азербайджан підтримає визнання більшовицького штучного голоду в Україні «ґеноцидом» в ООН, то він "має забути про Нагірний Карабах взагалі». Оригінальний текст (англ.) "Aliyev had received a letter from President Medvedev telling him that if Azerbaijan supported the designation of the Bolshevik artificial famine in Ukraine as «genocide» at the United Nations, 'then you can forget about seeing Nagorno-Karabakh ever again'.» |
В розмові з міністром зовнішніх справ Ізраїлю Авігдором Ліберманом міністр зовнішніх справ Російської Федерації Сергій Лавров назвав «історичним ревізіонізмом» офіційне визнання Ізраїлем Голодомору.

## Виноски
1. 1 2  Secret US Embassy Cables. 28 листопада 2010. Архів оригіналу за 28 листопада 2010. Процитовано 28 листопада 2010.
2. 1 2  Danielle, Kris (25 листопада 2010). 1,796 memos from US embassy in Manila in WikiLeaks 'Cablegate'. ABS-CBN News. Архів оригіналу за 25 січня 2015. Процитовано 29 листопада 2010.
3. ↑  Shane, Scott; Andrew W. Lehren (28 листопада 2010). Leaked Cables Offer Raw Look at U.S. Diplomacy. The New York Times. Архів оригіналу за 25 липня 2018. Процитовано 2 грудня 2010.
4. ↑  «Кейблгейт, або Що зачаїлося на туманному дні» [Архівовано 7 грудня 2010 у Wayback Machine.] Дзеркало тижня № 45 (825) 4 — 10 грудня 2010
Автор: Оксана Стеценко
5. ↑  Wikileaks cables reveal China 'ready to abandon North Korea'. Guardian. 29 листопада 2010. Архів оригіналу за 2 липня 2013. Процитовано 30 листопада 2010.
6. ↑  Wikileaks: Russia branded 'mafia state' in recent cable. BBC. Архів оригіналу за 9 липня 2013. Процитовано 2 грудня 2010.
7. 1 2  US-Einschätzung zu Russland. ORF (німецькою) . 2 грудня 2010. Архів оригіналу за 9 липня 2013. Процитовано 2 грудня 2010.
8. ↑  Архівована копія. Архів оригіналу за 2 грудня 2010. Процитовано 2 грудня 2010.{{cite web}}:  Обслуговування CS1: Сторінки з текстом «archived copy» як значення параметру title (посилання)
9. ↑  https://archive.today/20120717045359/news.dt.ua/news/66814
10. ↑  WikiLeaks: Путін не дуже високої думки про Януковича [Архівовано 10 березня 2011 у Wayback Machine.] — УНІАН, 08.03.2011
11. ↑  Wikileaks: Росія шантажувала інші країни, щоб не визнавали Голодомор — tsn.ua. Архів оригіналу за 22 грудня 2010. Процитовано 2 грудня 2010.
12. ↑  [Архівовано 2 грудня 2010 у Wayback Machine.] Wikileaks cables: Major themes — Бі-Бі-Сі
13. ↑  [Архівовано 23 січня 2011 у Wayback Machine.] Kremlin bullies neighbors over Holodomor — Kyiv Post
14. ↑  ISRAELI FM LIEBERMAN IN MOSCOW: ISRAELI FM LIEBERMAN IN MOSCOW. WikiLeaks. 2009-06-05 13:01. Архів оригіналу за 1 грудня 2010. Процитовано 1 грудня 2010. {{cite web}}: Недійсний |deadurl=unknown-host (довідка): Lavrov raised Russian concern with «historical revisionism» regarding the Soviet Era and Second World War, which, he said, was particularly acute in Eastern Europe but was also present in Israel. He cited Israel's official recognition of the Holodomor, the 1930s famine that occurred in Ukraine.